# 蒲野村
蒲野村（がまのそん）は、山口県大島郡にあった村。現在の周防大島町の北西端にあたる。

## 地理
- 海洋 ： 安芸灘、大畠瀬戸
- 山岳 ： 飯の山、文珠山

## 歴史
- 1889年（明治22年）4月1日 - 町村制の施行により、椋野村・東三蒲村・西三蒲村の区域をもって発足。
- 1955年（昭和30年）1月15日 - 大島町・沖浦村と合併し、改めて大島町が発足。同日蒲野村廃止。